# Neuroleon tenellus
Neuroleon tenellus är en insektsart som först beskrevs av Klug in Ehrenberg 1834.  Neuroleon tenellus ingår i släktet Neuroleon och familjen myrlejonsländor. Inga underarter finns listade i Catalogue of Life.